# SG Vorwärts Frankenberg
Die Sportgemeinschaft Vorwärts Frankenberg ist ein Sportverein in Frankenberg. Ihr Schwerpunkt liegt auf dem Breitensport. Sie ging 1990 aus dem damaligen Verein ASG Vorwärts Frankenberg hervor.

## Geschichte
Die ASG Vorwärts Frankenberg wurde im Jahre 1963 im Rahmen der Verlegung des Artillerieregiments 7 der 7. Panzerdivision vom Standort Zittau nach Frankenberg als Armeesportgemeinschaft am Standort Frankenberg gegründet. Im Bereich Fußball wurde dabei die Mannschaft der ASG Vorwärts Zittau in die mittelsächsische Kleinstadt verlegt und von der Bezirksliga Dresden in die Bezirksliga Karl-Marx-Stadt umgemeldet. In der zweigleisigen Bezirksliga gehörten die Frankenberger bis Ende der 1960er Jahre zum Inventar. Danach folgte der Abstieg in die Bezirksklasse, die in den späteren Jahren nur noch sporadisch erreicht wurde. Der ASG gehörten von 1963 bis 1990 durchschnittlich rund 1.000 Armeesportler an.
Sie errang besonders in den Fernwettkämpfen der Armeesportvereinigung Vorwärts und den Armeemeisterschaften der Volksarmee Siege und hohe Platzierungen.
Mehrfach wurde die ASG Vorwärts Frankenberg mit dem Titel „Beste Armeesportgemeinschaft“ geehrt. 1989 wurde die Gemeinschaft bei der „Sportstafette DDR-40“ für ihre hervorragenden Leistungen ausgezeichnet.
Im Jahre 1990, vor dem Hintergrund der Wiedervereinigung, wurde aus der Armeesportgemeinschaft eine Sportgemeinschaft.

## Sportgemeinschaft heute
Die SG Vorwärts Frankenberg besteht aus den drei Abteilungen Leichtathletik, Alte-Herren-Fußball und Frauenfußball.

### Leichtathletik
Die Leichtathleten sind das Aushängeschild von Vorwärts. Bei den Senioren konnten bereits Siege bei Weltmeisterschaften, Europa-, deutschen und sächsischen Meisterschaften errungen werden. In den Erwachsenen- und Jugendbereichen gibt es eine Vielzahl von Medaillen bei Landes-, mitteldeutschen und süddeutschen Meisterschaften.
Hauptaugenmerk der Leichtathleten liegt auf dem Mehrkampf und dem Stabhochsprung. Im Stabhochsprung ist Vorwärts Frankenberg der erfolgreichste Verein Sachsens mit 265 Medaillen in allen Altersklassen. Die Abteilung organisiert diverse Stabhochsprung- und Mehrkampfwettkämpfe.
Sportler der SG Vorwärts Frankenberg erkämpften bei deutschen Meisterschaften 85 Medaillen.
Petra Herrmann erreichte in den Jahren 1995 bis 2011 in den Disziplinen Stabhochsprung, Weitsprung und Dreisprung 25 Medaillen bei Welt- und Europameisterschaften der Senioren. Seit 2000 hält sie den Europarekord im Dreisprung der W40.
Lutz Herrmann gewann in den Jahren 2000 bis 2006 in den Disziplinen Mehrkampf, Hürdenlauf und Stabhochsprung 4 Medaillen bei Welt- und Europameisterschaften der Senioren.
Die bis jetzt einzige Medaille im Männerbereich der deutschen Meisterschaften erkämpfte Matti Herrmann 2006 im Zehnkampf.